# Zavrč
Zavrč (pronunciación en esloveno: ˈzaːʋəɾtʃ; en alemán: Sauritsch) es un asentamiento y municipio de 1 768 habitantes en el noreste de Eslovenia.

## Historia
Los arqueólogos han descubierto vestigios que se remontan a la época romana, debido a que el área fue atravesada por la carretera romana que une las ciudades de Poetovio (Ptuj) con Essec (Osijek). La parroquia de Zavrč se menciona por primera vez en 1430. En ese momento, la localidad llevaba el nombre germánico de Saurig o Sauritsch.

## Geografía
Zavrč se encuentra en la parte oriental de Eslovenia, entre el margen derecho del río Drava y la frontera con Croacia. El área tradicionalmente pertenecía a la región de Baja Estiria. Ahora se incluye en la región estadística de Drava. El municipio forma parte de la conocida zona vitícola de Haloze. Las ciudades principales más cercanas son la pequeña ciudad de Ormož, a unos 8 km al este, y la ciudad de Ptuj, a unos 14 km al oeste.
El municipio comprende nueve pueblos. Los exónimos alemanes entre paréntesis se utilizaron principalmente por la población de habla alemana hasta la cesión del territorio al Reino de los Serbios, Croatas y Eslovenos en 1918. En la actualidad, la mayoría de estos exónimos son poco comunes.
| Asentamiento (nombre en alemán) | Población (2017) |
| Belski Vrh (Welschaberg)        | 83               |
| Drenovec (Drenovetz)            | 54               |
| Gorenjski Vrh (Gorenzenberg)    | 101              |
| Goričak (Goritschak)            | 284              |
| Hrastovec (Hrastovetz)          | 440              |
| Korenjak                        | 119              |
| Pestike (Pestiken)              | 115              |
| Turški Vrh (Türkenberg)         | 547              |
| Zavrč (Sauritsch)               | 76               |
| Total                           | 1 819            |

## Demografía
Según el censo de 2002, el 88,56% de los habitantes tenía al esloveno como lengua materna, mientras que un 9,71% hablaba croata de forma nativa.
Entre 1999 y 2008, la población del municipio se mantuvo relativamente estable, con una población cercana a los 1 500 habitantes.
| Evolución demográfica |
|                       |

## Deportes
El club de fútbol local se llama DNŠ Zavrč. Desde la temporada 2008-09 hasta la 2012-13, encadenó una racha de cinco ascensos consecutivos, pasando de la sexta categoría a la Primera Liga de Eslovenia.

## Refefencias
1. ↑  Worldpostalcodes.org,código postal n.º 2283.
2. ↑  «Statistični urad RS - Popis 2002». www.stat.si (en esloveno). Consultado el 6 de junio de 2019.